# Samuela Kautoga
Samuela Ibo Kautoga (* 21. Mai 1987 in Suva) ist ein fidschianischer Fußballspieler, welcher meist in der Abwehr eingesetzt wird.

## Karriere
Zur Saison 2009/10 wechselte er vom fidschianischen Verein Labasa FC zum Konkurrenten Lautoka FC. Im Januar 2011 kehrte er zu Labasa FC zurück und wechselte nach einem Jahr nach Papua-Neuguinea zu Amicale FC. Nach vier Jahren wechselte er im Januar 2016 zum fidschianischen Verein Ba FC.
Am 17. November 2007 wurde er von Trainer Juan Carlos Buzzetti zum ersten Mal in der fidschianischen Fußballnationalmannschaft eingesetzt. Beim 3:3-Unentschieden im WM-Qualifikationsspiel gegen Neukaledonien wurde er in der 74. Minute für Taniela Evo Waqa eingewechselt. Sein erstes Tor im Nationaldress erzielte er am 4. Juni 2016 beim WM-Qualifikationsspiel gegen Vanuatu. In der 51. Minute erzielte er bei der 2:3-Niederlage den zwischenzeitlichen 1:2-Anschlusstreffer.